# Lokve, Črnomelj
Lôkve so naselje v Sloveniji.

## Zgodovina
V bližini Lokev se je pri preizkušanju minometa leta 1944 smrtno ponesrečil komandant Franc Rozman-Stane. Na mestu te nesreče je spomenik.

## Geografija
Povprečna nadmorska višina naselja je 175 m.
Pomembnejši bližnji naselji sta Otovec (1 km) in Črnomelj (4 km).